# Этимганова
Этимга́нова — деревня в Сосновском районе Челябинской области. Входит в состав Саккуловского сельского поселения.

## География
Деревня находится на северном берегу озера Агачкуль, на расстоянии 22 км к северу от села Долгодеревенское, административного центра района.

### Часовой пояс
Деревня Этимганова, как и вся Челябинская область, находится в часовой зоне МСК+2. Смещение применяемого времени относительно UTC составляет +5:00.

## Население
| 2002 | 2010 |
| ---- | ---- |
| 193  | ↗194 |

### Половой состав
По данным Всероссийской переписи, в 2010 году численность населения деревни составляла 194 человека (91 мужчина и 103 женщины).

### Национальный состав
Согласно переписи 2002 года, преобладающая национальность — башкиры.

## Улицы
Уличная сеть деревни состоит из 2 улиц (Северная и Центральная).